# Opicina
Opicina (Opčine in sloveno, Opcina in dialetto triestino, dal 1942 al 1966 Poggioreale del Carso) è un quartiere del comune di Trieste, situato sull'altopiano del Carso.

## Storia
Il nome di Opicina deriva dallo sloveno; una teoria vuole che il nome Opčine derivi dal nome "ob pecini" che vuol dire "presso il dirupo (precipizio)" (la terminazione in -e invece di -i nell'ablativo femminile è tipica dei dialetti sloveni del Litorale), mentre un'altra vuole che derivi dalla parola "obce" che in sloveno significa "comune".
Infatti fino al 1842 Opicina era amministrata dalla comunità che la abitava tramite una rappresentanza di 12 membri con a capo il sindaco del paese. Tutti gli altri aspetti della vita rurale venivano pure vissuti comunemente per quanto possibile: ne è testimone l'architettura delle case, spesso raggruppate con un'unica corte detta "boeriach".
Il primo insediamento di Opicina sembra che sorgesse sulla cima del monte sopra l'obelisco dove oggi c'è una cisterna dell'acquedotto del Carso, ma a causa della forte esposizione alla bora gli antichi abitanti decisero di spostare l'insediamento nella conca retrostante, appunto dove ora si trova l'odierna Opicina. I resti dell'insediamento erano ben visibili fino alla prima guerra mondiale, ma furono cancellati del tutto durante i lavori di fortificazione delle creste attorno a Trieste da parte dell'esercito imperial-regio per timore di una possibile invasione da parte degli italiani. 
Lo storico Ireneo della Croce, nella sua Historia di Trieste del 1698, segnala Opicina (all'epoca chiamata Ville d'Opchiena) fra i centri del Carso triestino abitati dai Chichi (Cicci, istrorumeni).
Dista peraltro pochissimi chilometri dalla frontiera con la Slovenia, da cui è separata solo dal comune di Monrupino. Secondo l'ultimo censimento austriaco del 1910, l'89,0% della popolazione era di madrelingua slovena e il 7,3% di madrelingua italiana, mentre secondo il censimento del 1921 - peraltro ritenuto inattendibile dagli storici a causa della manipolazione dei dati in senso pro-italiano - risiedevano ad Opicina 1 252 italiani e 1 218 sloveni. Nel corso del '900, dopo l'annessione all'Italia e in particolare dal secondo dopoguerra, l'incremento demografico dovuto ai nuovi insediamenti di nuclei familiari di lingua italiana (molti gli esuli dalla vicina Istria, ma pure triestini stessi e italiani di altre regioni) ha notevolmente alterato il rapporto etnico.

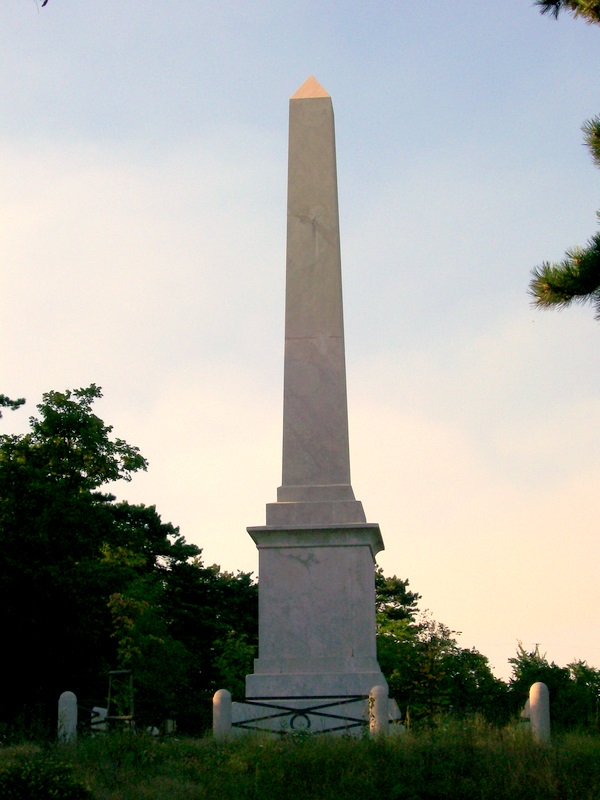
L'obelisco di Opicina eretto in onore di Francesco I

Uno dei motivi per cui è conosciuta è il fatto di essere la stazione di arrivo del Tram de Opcina, cioè di una delle poche tranvie europee, dapprima a cremagliera e poi trasformata in funicolare per riuscire a superare il notevole dislivello presente dal centro cittadino di Trieste, sul mare, a questa frazione.
All'entrata del quartiere è anche presente uno dei punti che garantiscono la migliore vista panoramica della città di Trieste, il cosiddetto obelisco, chiamato così perché nel 1839 fu eretto un monumento di questo tipo in onore dell'imperatore Francesco I, che nel settembre 1830 aveva inaugurato la strada nuova per Opicina, la quale garantiva un accesso al quartiere meno ripido di quello della via Commerciale (strada vecchia per Opicina), costruita nel 1777, e che proseguiva poi con la nuova strada per Vienna, completata nel 1780, come ricorda un monumento dedicato a Karl von Zinzendorf posto al centro del quartiere, all'angolo tra via dei Salici e via Nazionale.
All'inizio del XIX secolo fu costruita l'attuale chiesa parrocchiale, dedicata a San Bartolomeo.
Dall'obelisco parte anche uno dei sentieri più frequentati di Trieste, la Strada Napoleonica (il cui vero nome è strada Vicentina, dal cognome dell'ing. Vicentini che ne progettò il tracciato) che, con un percorso di circa 4 km, porta sino al quartiere di Prosecco, correndo lungo il ciglione carsico, alta rispetto al mare, con bei panorami su Trieste e sul golfo.
Nel 1942 Opicina venne ribattezzata Poggioreale del Carso. Tale denominazione venne sostituita solo nel 1966 con quella di Villa Opicina, che però nell'uso corrente è usata quasi esclusivamente per definire l'importante stazione ferroviaria adiacente, e non il paese stesso.
Dal gennaio 1944 al maggio 1945 è stata la sede del Comando e di alcuni reparti del Battaglione Volontari di Sardegna - Giovanni Maria Angioy, unità della Repubblica Sociale Italiana formata da ex membri della disciolta Brigata meccanizzata "Sassari" che si occupava della lotta antipartigiana in Istria, composto da altri reparti che avevano sede a Abbazia e a Pola. Dal 1975 al 1991 è stata la sede del Comando e di alcuni reparti della Brigata corazzata "Vittorio Veneto", posta a difesa, nel periodo della guerra fredda, della Soglia di Gorizia. Attualmente, nella caserma "Guido Brunner", è di stanza il Reggimento "Piemonte Cavalleria" (2°), dipendente dalla Brigata alpina "Julia".

## Trasporti
Villa Opicina è servita dall'omonima stazione con collegamenti per Trieste centrale, Udine, Lubiana (in Slovenia) e Fiume (in Croazia).
Opicina è inoltre servita dalla storica tranvia Trieste-Opicina, gestita da Trieste Trasporti, la quale collega piazzale Monte Re con piazza Oberdan. 
La Trieste Trasporti, inoltre, gestisce altre linee bus per il centro e non solo.
- 2/ sostituisce il tram di Opicina nei periodi di inattività, e collega piazza Oberdan con Opicina.
- 4 collega piazza Oberdan con Villa Carsia, tramite Cologna, l'università, San Cilino e la strada regionale 58.
- 39/ collega l'ospedale di Cattinara con Aurisina tramite Opicina e la strada provinciale 1.
- 42 da piazzale Monte Re per piazza Oberdan tramite Monrupino, Sgonico, Prosecco e strada del Friuli.
- 51 collega Villa Carsia con la stazione ferroviaria di Trieste centrale, tramite la strada provinciale 1 e la strada statale 14.
- 64 collega Fernetti con piazza Tommaseo.

Furono attive fino agli anni 2000 le linee 4/ (circolare di Opicina) e la linea 39 (poi inglobata nella linea 51).

## Galleria d'immagini

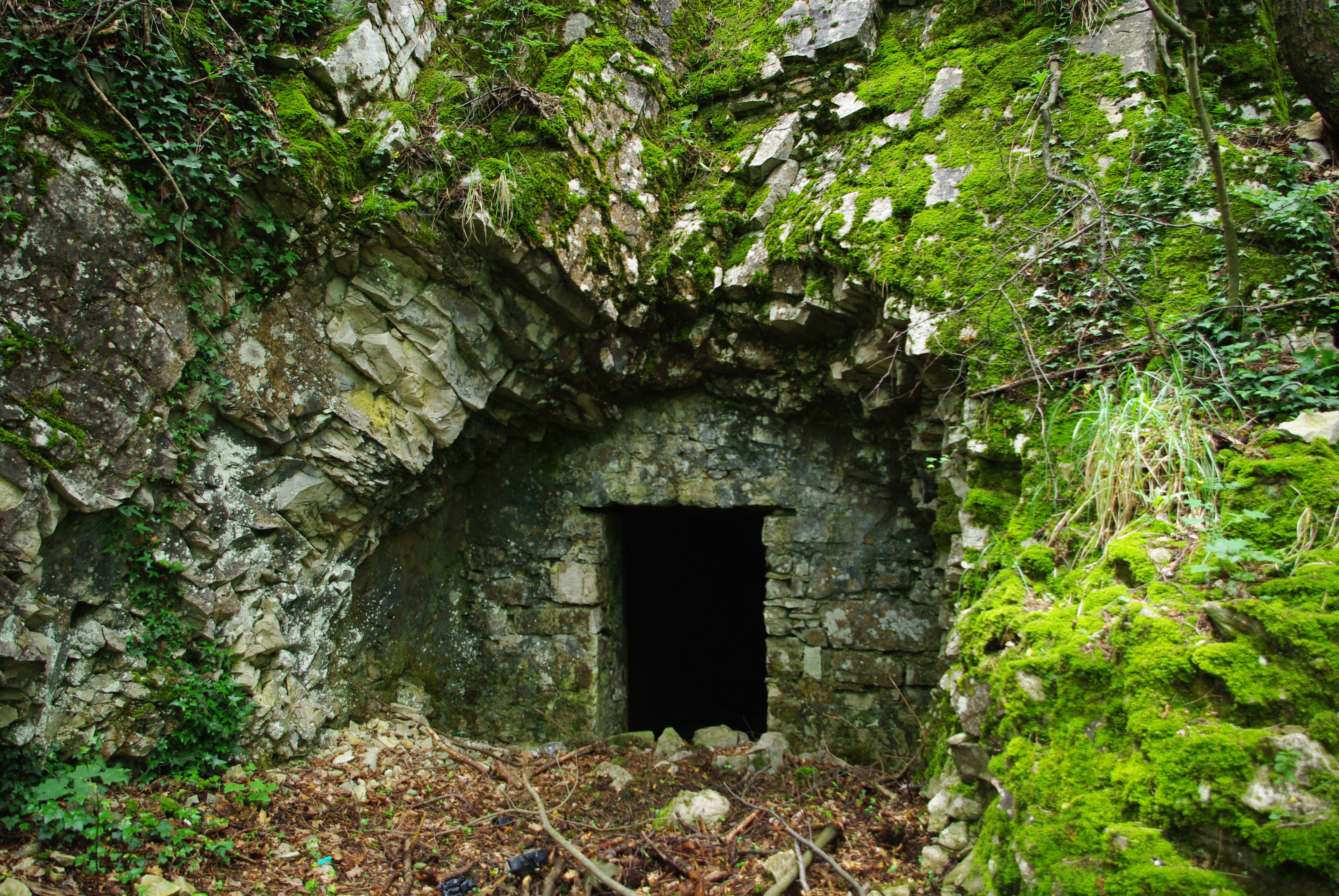
Bunker vicino a Opicina
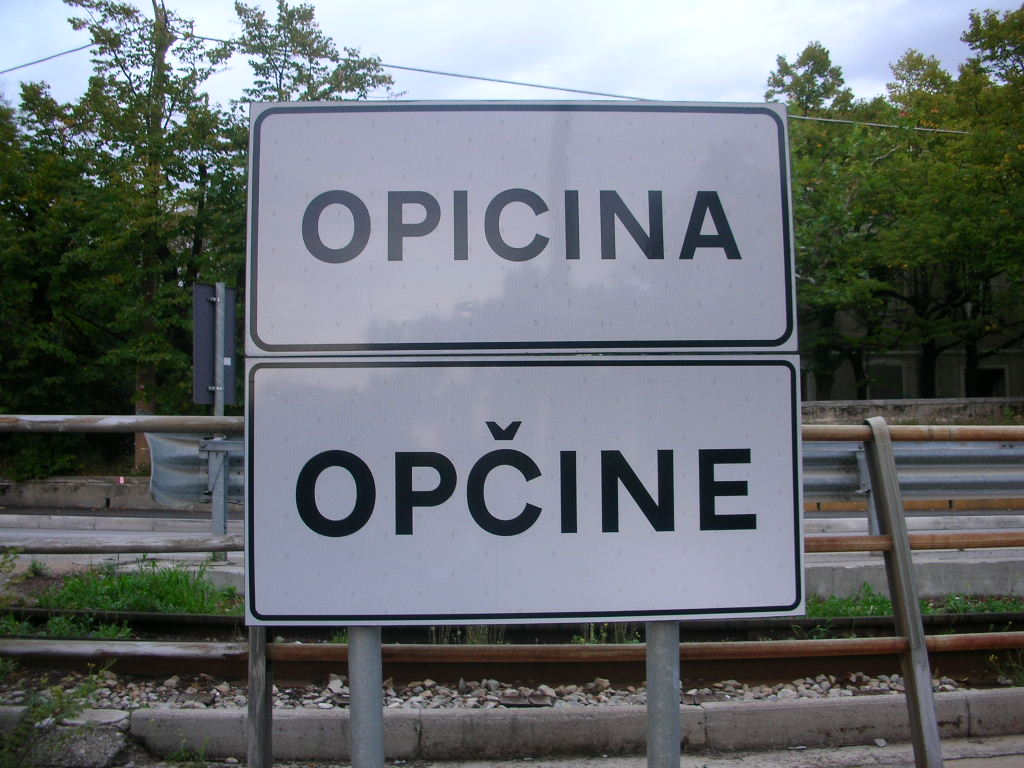
Cartello bilingue all'ingresso di Opicina